# Bolton (Karolina Północna)
Bolton – miasto w Stanach Zjednoczonych, w stanie Karolina Północna, w hrabstwie Columbus.